# Emily Dorothea Pavy
Emily Dorothea Pavy (Adelaida, 19 de junio de 1885 - Adelaida, 8 de septiembre de 1967) fue una profesora, socióloga y abogada australiana. En 1912, se convirtió en la primera becaria Catherine Helen Spence. Mientras estaba en la Escuela de Economía de Londres, investigó las condiciones de las trabajadoras de las fábricas y escribió una tesis llamada Welfare Work. Murió en 1967.

## Primeros años de vida
Pavy nació el 19 de junio de 1885 en North Adelaide, hija de Cornelius y Emily Proud. Su familia era liberal y su padre abogó por los derechos de las mujeres, incluido el sufragio en Australia del Sur. Completó su educación secundaria en la Escuela Avanzada para Niñas y luego se graduó con una Licenciatura en Artes de la Universidad de Adelaida en 1906. En 1917, el primer ministro David Lloyd George la nombró CBE por el rey Jorge V; se casó con el teniente Gordon Augustus Pavy en Londres el 10 de noviembre de 1917.

## Carrera
En 1906, Pavy comenzó a trabajar como profesora en Kyre College durante cinco años. En 1912, ganó la primera beca Catherine Helen Spence para promover el estudio de la sociología por parte de las mujeres en el sur de Australia. Pavy estudió las condiciones industriales de las trabajadoras de las fábricas en la Escuela de Economía de Londres y escribió una tesis llamada Welfare Work que tenía como objetivo mejorar las políticas de bienestar y las condiciones laborales en las fábricas británicas. Ella creía que las medidas de bienestar podrían mejorar la individualidad y los estándares de vida sin reducir la productividad, y abogó ampliamente por los problemas de la mujer a través de la ley, el servicio comunitario y la investigación. Pavy luego estudió derecho y fue admitida como abogada en 1928, donde trabajó con su esposo, también abogado, en la práctica general. Dio clases de ciencias sociales en la Universidad de Adelaida y estudió a los hijos de divorciados. Se retiró en 1953.

## Vida personal
Pavy y su esposo tuvieron dos hijos, un hijo y una hija, quienes se convirtieron en médicos. Su esposo murió en 1964. Pavy murió el 8 de septiembre de 1967.

## Publicaciones
- Proud, E. Dorothea; Lloyd-George, David (1917). «Welfare Work: Employers' Experiments for Improving Working Conditions in Factories». International Journal of Ethics 27 (2): 250-252. doi:10.1086/207049.

## Lectura adicional
- Jones, Helen (1986). In her own name: women in South Australian history. Netley: Wakefield Press. ISBN 978-0-949268-58-7.

- Datos: Q24239439
- Multimedia: Dorothea Pavy / Q24239439